# Vladimiro Schettina
Vladimiro Schettina Chepini (* 8. Oktober 1955 in Asunción) ist ein ehemaliger paraguayischer Fußballspieler. Er nahm mit der paraguayischen Nationalmannschaft an der Fußball-Weltmeisterschaft 1986 teil.

## Karriere

### Verein
Schettina verbrachte seine gesamte Profikarriere von 1975 bis 1990 beim Club Guaraní aus der Hauptstadt Asunción. Mit diesem Verein gewann er 1984 die paraguayische Meisterschaft.

### Nationalmannschaft
Sein Debüt in der paraguayischen Nationalmannschaft gab Schettina am 17. Mai 1979 bei der 0:6-Niederlage im Freundschaftsspiel gegen Brasilien.
Schettina gehörte bei der Weltmeisterschaft 1986 in Mexiko dem paraguayischen Aufgebot an. Er kam in den Gruppenspielen gegen den Irak und die Gastgeber sowie im Achtelfinale gegen England zum Einsatz. Zudem nahm er an der Copa América 1983 teil.
Zwischen 1979 und 1986 bestritt er insgesamt 26 Länderspiele für Paraguay, in denen er zwei Tore erzielte.

## Erfolge
- Paraguayische Meisterschaft: 1984